# Земплінська Ширава
Земплінска Ширава або Словацьке море (словац. Zemplínska šírava) — водосховище на річці Лаборець, Словаччина. Розташоване біля підніжжя Вигорлата за 10 км від міста Михайлівців і 35 км від Ужгорода. Друга за величиною водойма країни.
Довжина водосховища — 11 км, ширина — 3,5 км, площа — 33 км², максимальна глибина — 16,5 м. Середня температура води влітку — 20 °C.
Завдяки своїм сприятливим кліматичним умовам Земплінска Ширава є одним з найпопулярніших курортів в Словаччині. Тут розвинена рекреаційна інфраструктура — є готелі, приватні вілли і бунгало; упорядковані пляжі загальною протяжністю 12 км; ресторани, бари, аквапарки, тенісні корти, майданчики для міні-гольфу, пункти прокату човнів, луна-парк і т. д.
У водосховищі водяться: щука, судак, короп, вугор і лящ.
Впадають Кам'яний потік і Кусін.

## Галерея

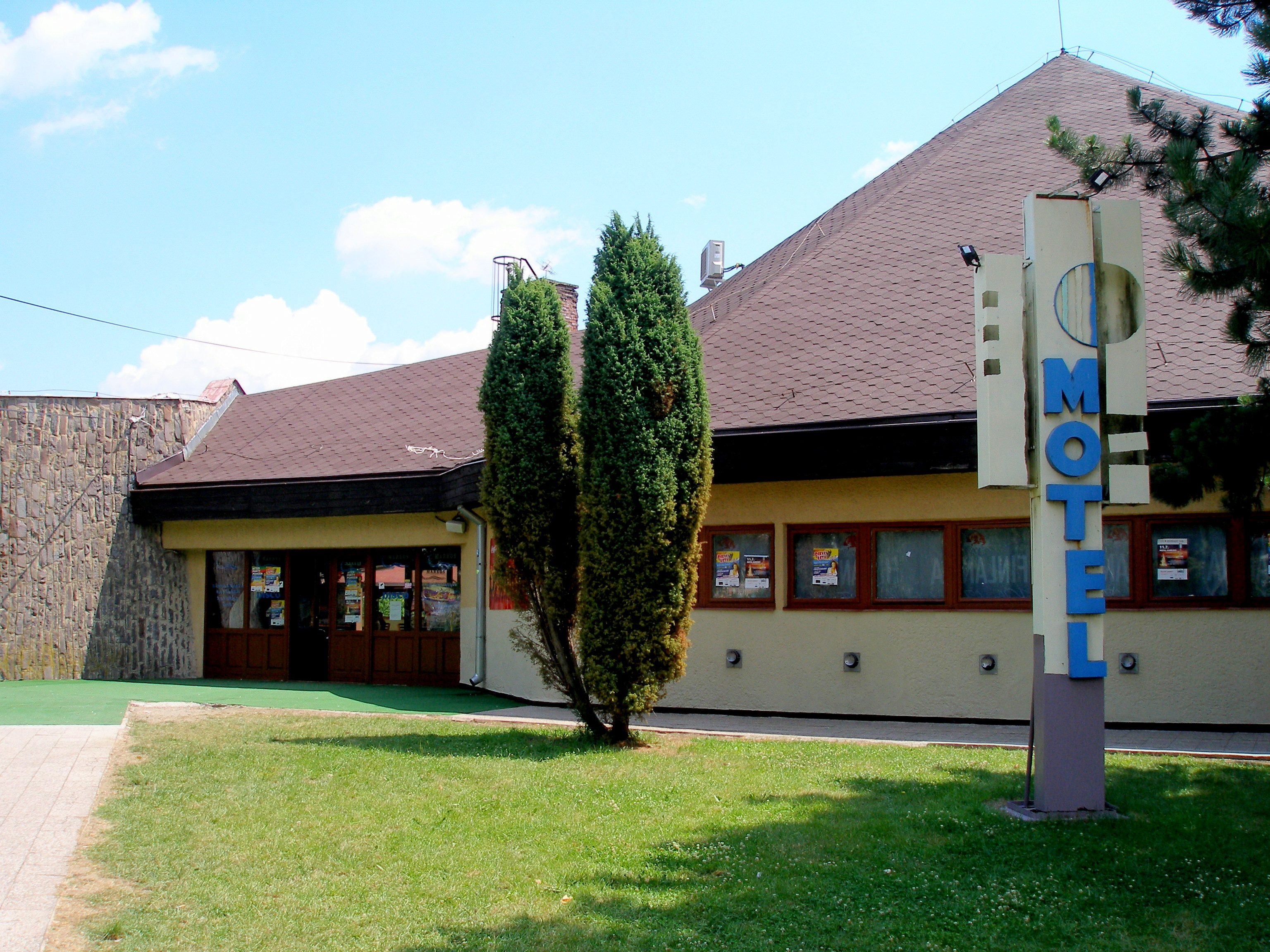
Один з мотелів
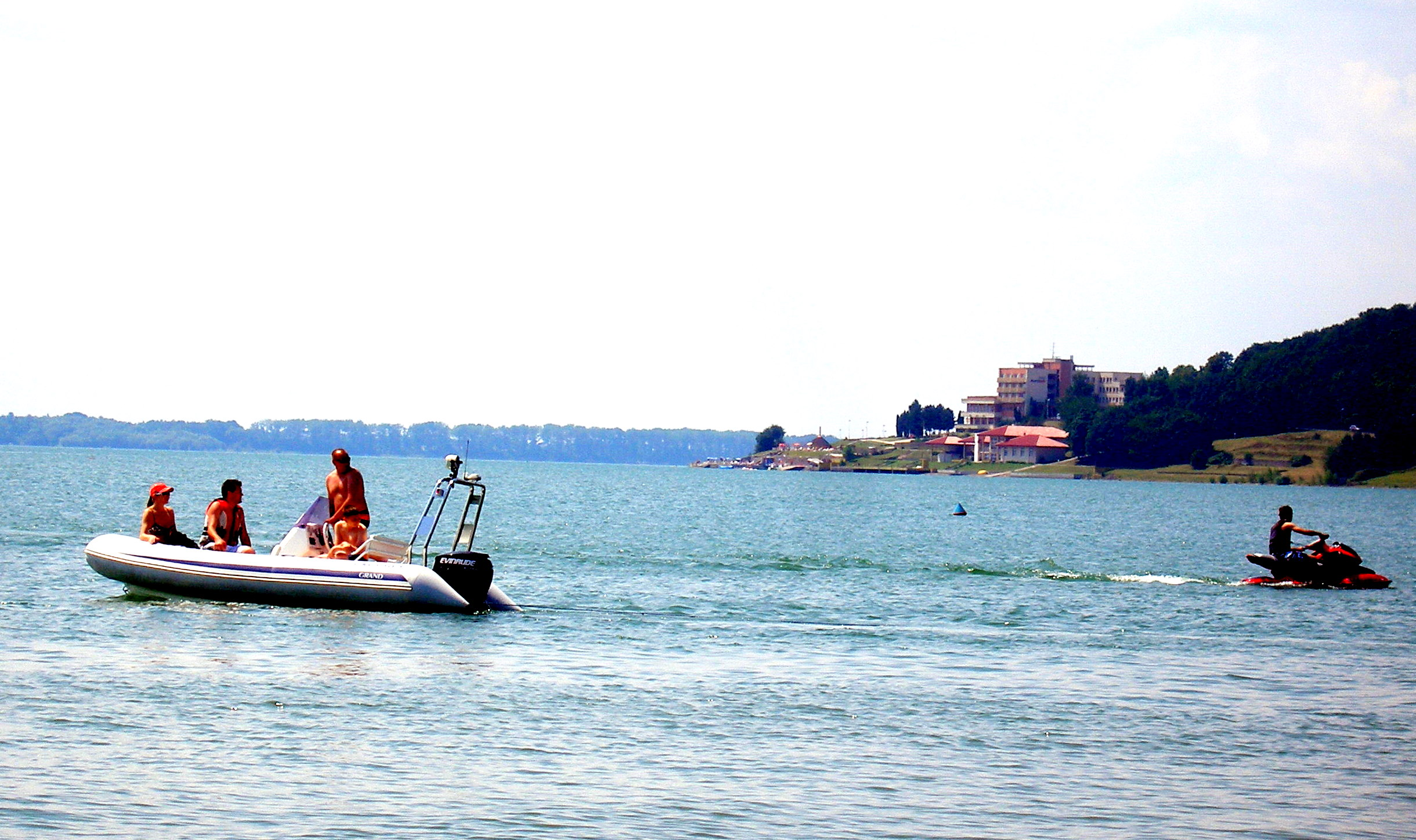
Відпочивальники на човні і скутері
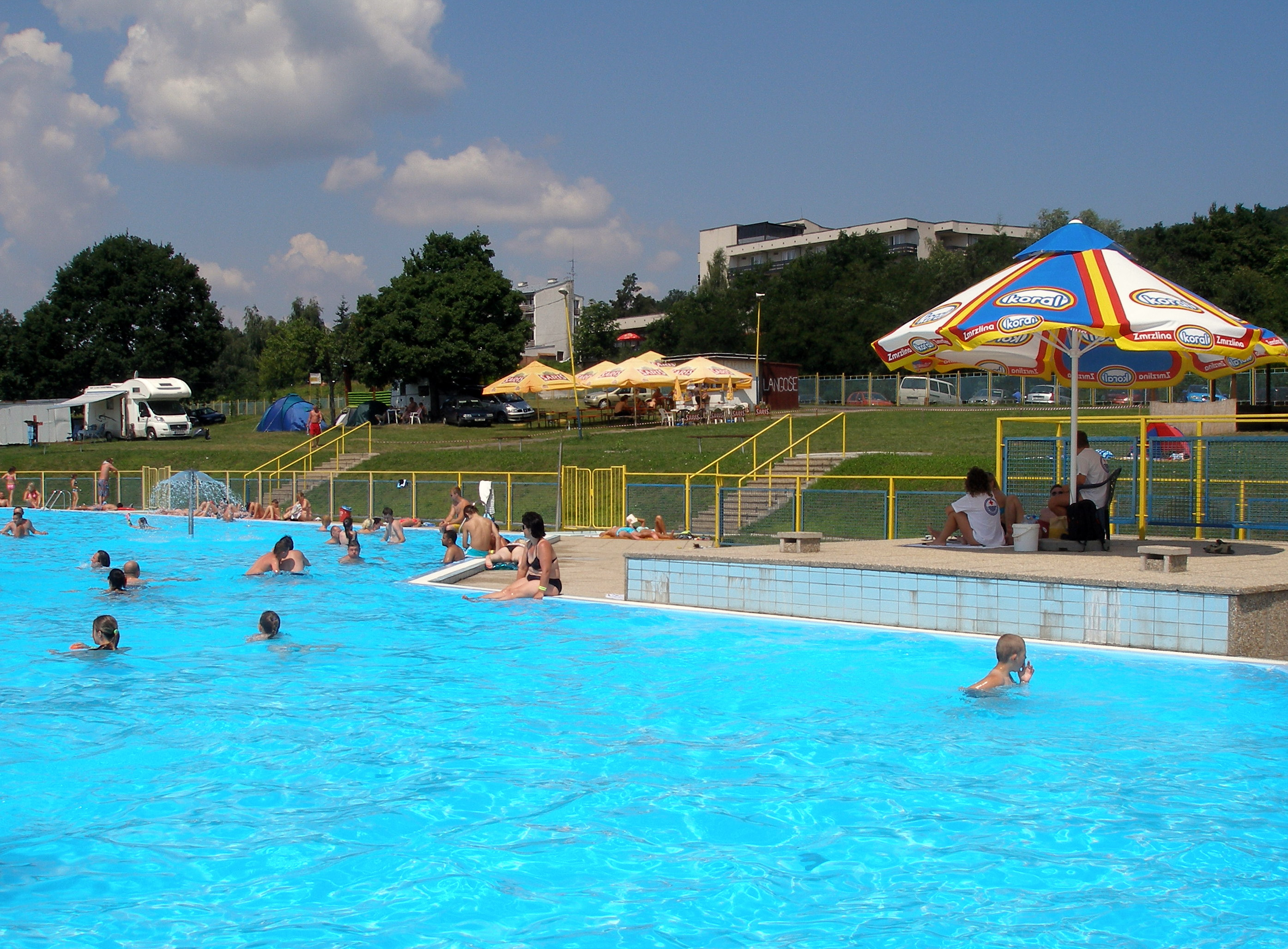
Дитячий басейн
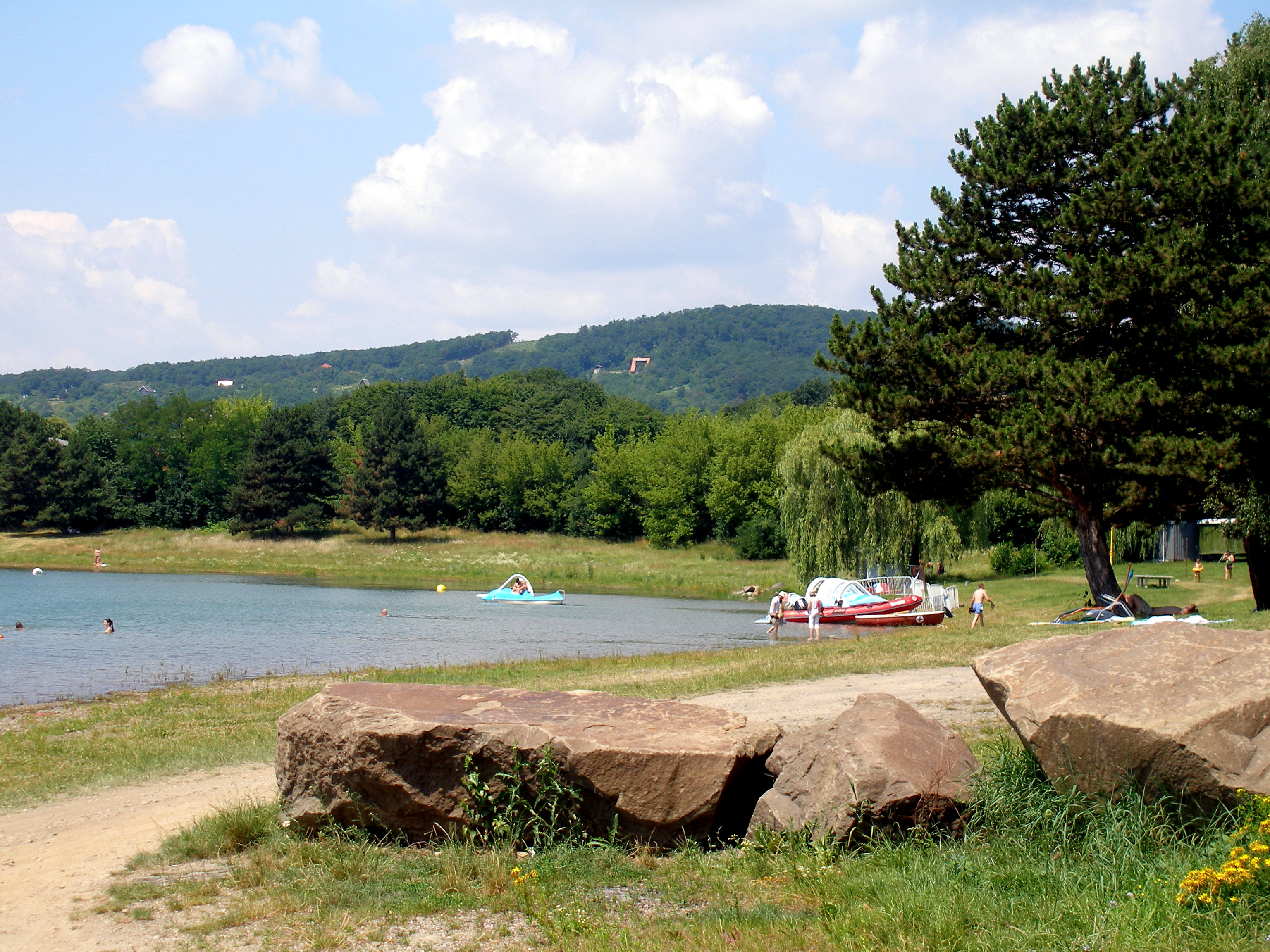
Узбережжя водосховища